# Nailed. Dead. Risen.
Nailed. Dead. Risen. (Pregado. Morto. Ressuscitado.) é o álbum de estréia da banda de deathcore cristão Impending Doom, lançado em 2007 pela Facedown Records.

## Produção
Nailed Dead Risen foi gravado, mixado e masterizado por Christopher Eck nos estúdios Eck em Corona, Califórnia. O título do álbum é uma referência ao modo como Jesus Cristo foi crucificado. É o único álbum da banda a apresentar o guitarrista Greg Pewthers eo baterista Andy Hegg. Eles foram substituídos por Cory Johnson (ex-Sleeping Giant) e Chad Blackwell, respectivamente.
O álbum conta com regravações de três músicas do CD demo da banda intitulado The Sin and Doom of Godless Men. A banda ainda pretendia completamente re-gravar a demo em um EP, mas devido a eles se assinado com uma gravadora mais rápido do que até mesmo esperado, eles em vez gravado este álbum full-length.

## Faixas
1. "Left Behind" (intro que inclui uma pregação escrita por Reeves)	0:59
2. "My Nemesis"  	2:51
3. "In Reverence Of" (re-gravação da demo "The Sin and Doom of Godless Men")	4:42
4. "The Mark of the Faithful"  	3:23
5. "Nailed. Dead. Risen."  	3:37
6. "Condemned" (re-gravação da demo "The Sin and Doom of Godless Men")	2:47
7. "At the Churches' End"  	2:51
8. "Silence the Oppressors"  	3:11
9. "For All Have Sinned" (re-gravação da demo "The Sin and Doom of Godless Men")	2:43
10. "Feeding the Decomposing"  	3:04
11. "He's Coming Back" (a canção termina em 01:22, uma faixa escondida consistindo de outtakes da sessão de gravação começa em 4:04)	6:16

## Singles
- "My Nemesis"[carece de fontes?]
- "Silence the Oppressors"[carece de fontes?]
- "Nailed. Dead. Risen." (internet-only single)[carece de fontes?]

## Personnel
Impending Doom
- Brook Reeves – vocal
- Manny Contreras – guitarra
- Greg Pewthers – guitarra
- David Sittig – baixo
- Andy Hegg – bateria

Produção
- Produzido por Christopher Eck and Impending Doom
- Gravação, mixagem e masterização por Christopher Eck
- Artwork by Dave Quiggle